# 埃德蒙·布伦登
埃德蒙·查尔斯·布伦登，CBE，MC（英語：Edmund Charles Blunden，1896年11月1日—1974年1月20日），英国诗人、作家、文学批评家。曾获女王诗詞金章。